# Florence Fitzpatrick (3e baron d'Upper Ossory)
Florence Fitzpatrick, 3e baron d'Upper Ossory (en irlandais Finghín Mac Giolla Phádraig ; également connu sous le nom de Fineen Fitzpatrick ; mort le 3 février 1619).

## Biographie
Florence ou Finghin est le 3e fils de Barnaby Fitzpatrick (1er baron d'Upper Ossory) , le second né de son épouse Margaret Butler, il hérite de son titre après la mort de son frère ainé Barnaby Fitzpatrick (2e baron d'Upper Ossory en 1581. Il épouse Catherine O'More, fille de Patrick O'More de Abbeyleix, qui lui donne six enfants dont son fils  et successeur comme 4e Baron  Teige, et Joan (morte vers 1596/7) qui épouse John Butler de Dunboyne (tué en 1602), dont  Edmond Butler (3e/13e Baron Dunboyne) (en),. Dès avant sa disparition ses héritier se disputent sa succession.

## Sources
- (en) William Carrigan The History and Antiquities of the Diocese of Ossory
- Stokvis, Anthony Marinus Hendrik Johan, préface de H. F. Wijnman, Manuel d'histoire, de généalogie et de chronologie de tous les États du globe, depuis les temps les plus reculés jusqu'à nos jours, Israël, 1966, p. 272 Table n°28a Généalogie des rois d'Ossory I & Table n°28b Généalogie des rois d'Ossory II et des seigneurs de Haut-Ossory.